# Copa Conmebol 1998
La Copa Conmebol 1998 fue la séptima edición del torneo, organizado por la Confederación Sudamericana de Fútbol, en el que participaron dieciséis equipos de diez países sudamericanos: Argentina, Bolivia, Brasil, Chile, Colombia, Ecuador, Paraguay, Perú, Uruguay y Venezuela.
El campeón fue Santos de Brasil, que derrotó en la final a Rosario Central de Argentina gracias a la victoria por la mínima diferencia obtenida en condición de local en el Estadio Urbano Caldeira.

## Formato
El torneo se desarrolló plenamente bajo un formato de eliminación directa, donde cada equipo enfrentaba a su rival de turno en partidos de ida y vuelta. Todos los equipos comenzaron su participación desde los Octavos de final, estableciéndose los cruces de dicha instancia de acuerdo a sus ubicaciones geográficas, razón por la cual varias llaves quedaron conformadas por dos equipos de una misma asociación nacional. En caso de igualdad de puntos y diferencia de goles al finalizar ambos encuentros, en cualquiera de las fases, se ejecutaron tiros desde el punto penal.
|                               |                               | Equipos que entran en esta fase | Equipos que provienen de la fase anterior        |
| ----------------------------- | ----------------------------- | --- | ------------------------------------------------ |
| Octavos de final (16 equipos) | Octavos de final (16 equipos) | - 4 equipos de Brasil - 2 equipos de Argentina, Colombia y Uruguay - 1 equipo de Bolivia, Chile, Ecuador, Paraguay, Perú y Venezuela |                                                  |
| Cuartos de final (8 equipos)  | Cuartos de final (8 equipos)  | | - 8 equipos clasificados de los Octavos de final |

## Equipos participantes
En cursiva los equipos debutantes en el torneo.
| País                             | Equipo                                                 | Vía de clasificación |
| -------------------------------- | ------------------------------------------------------ | --- |
| Argentina 2 cupos                | Gimnasia y Esgrima La Plata Rosario Central            | Mejor equipo ubicado en la tabla de posiciones del Campeonato de Primera División 1997-98 no participante ni de la Copa Mercosur 1998 ni de la Copa Libertadores 1999 2.º mejor equipo ubicado en la tabla de posiciones del Campeonato de Primera División 1997-98 no participante ni de la Copa Mercosur 1998 ni de la Copa Libertadores 1999 |
| Bolivia 1 cupo                   | Jorge Wilstermann                                      | Ganador del Torneo Apertura 1998 |
| Brasil 3 cupos + Campeón vigente | Atlético Mineiro Sampaio Corrêa América (Natal) Santos | Campeón de la Copa Conmebol 1997 Campeón de la Copa Norte 1998 Campeón de la Copa do Nordeste 1998 Campeón del Torneo Río-São Paulo 1997 |
| Chile 1 cupo                     | Audax Italiano                                         | Subcampeón de la Copa Apertura 1998 |
| Colombia 2 cupos                 | Deportes Quindío Once Caldas                           | Finalista del Torneo Adecuación 1997 4.° puesto del Torneo Adecuación 1997 |
| Ecuador 1 cupo                   | Liga de Quito                                          | 4.° puesto del Campeonato Ecuatoriano de Fútbol 1997 |
| Paraguay 1 cupo                  | Cerro Corá                                             | Subcampeón del Torneo Apertura 1997 o Torneo Clausura 1997 con mejor puntaje acumulado en la temporada 1997 |
| Perú 1 cupo                      | Melgar                                                 | 3.º puesto de la Liguilla Pre-Libertadores 1997 |
| Uruguay 2 cupos                  | River Plate Huracán Buceo                              | Semifinalista de la Liguilla Pre-Libertadores de América de 1997 Semifinalista de la Liguilla Pre-Libertadores de América de 1997 |
| Venezuela 1 cupo                 | Deportivo Italchacao                                   | Mejor equipo ubicado en la tabla acumulada de la Primera División de Venezuela 1997-98 |

### Distribución geográfica de los equipos
Distribución geográfica de las sedes de los equipos participantes:

## Resultados

### Cuadro de desarrollo
|  | Octavos de final        | Octavos de final  | Octavos de final  | Octavos de final  |   |                   | Cuartos de final  | Cuartos de final  | Cuartos de final  | Cuartos de final  |  |                  | Semifinales           | Semifinales           | Semifinales           | Semifinales           |  |                 | Final             | Final             | Final             | Final             |  |
|  | 15 al 29 de julio       | 15 al 29 de julio | 15 al 29 de julio | 15 al 29 de julio |   |                   | 5 al 11 de agosto | 5 al 11 de agosto | 5 al 11 de agosto | 5 al 11 de agosto |  |                  | 9 al 24 de septiembre | 9 al 24 de septiembre | 9 al 24 de septiembre | 9 al 24 de septiembre |  |                 | 7 y 21 de octubre | 7 y 21 de octubre | 7 y 21 de octubre | 7 y 21 de octubre |  |
|  |                         |                   |                   |                   |   |                   |                   |                   |                   |                   |  |                  |                       |                       |                       |                       |  |                 |                   |                   |                   |                   |  |
|  |                         |                   |                   |                   |   |                   |                   |                   |                   |                   |  |                  |                       |                       |                       |                       |  |                 |                   |                   |                   |                   |  |
|  | Gimnasia y Esgrima (LP) | 0                 | 1                 | 1 (2)             |   |                   |                   |                   |                   |                   |  |                  |                       |                       |                       |                       |  |                 |                   |                   |                   |                   |  |
|  | Gimnasia y Esgrima (LP) | 0                 | 1                 | 1 (2)             |   |                   |                   |                   |                   |                   |  |                  |                       |                       |                       |                       |  |                 |                   |                   |                   |                   |  |
|  | Jorge Wilstermann (p.)  | 0                 | 1                 | 1 (4)             |   |                   |                   |                   |                   |                   |  |                  |                       |                       |                       |                       |  |                 |                   |                   |                   |                   |  |
|  | Jorge Wilstermann (p.)  | 0                 | 1                 | 1 (4)             |   | Jorge Wilstermann | 1                 | 0                 | 1                 |                   |  |                  |                       |                       |                       |                       |  |                 |                   |                   |                   |                   |  |
|  |                         |                   |                   |                   |   | Jorge Wilstermann | 1                 | 0                 | 1                 |                   |  |                  |                       |                       |                       |                       |  |                 |                   |                   |                   |                   |  |
|  |                         |                   | Atlético Mineiro  | 3                 | 1 | 4                 |                   |                   |                   |                   |  |                  |                       |                       |                       |                       |  |                 |                   |                   |                   |                   |  |
|  | Cerro Corá              | 2                 | Atlético Mineiro  | 3                 | 1 | 4                 | 0                 | 2 (2)             |                   |                   |  |                  |                       |                       |                       |                       |  |                 |                   |                   |                   |                   |  |
|  | Cerro Corá              | 2                 |                   |                   |   |                   |                   |                   |                   |                   |  |                  |                       |                       |                       |                       |  |                 |                   |                   |                   |                   |  |
|  | Atlético Mineiro (p.)   | 2                 | 0                 | 2 (4)             |   |                   |                   |                   |                   |                   |  |                  |                       |                       |                       |                       |  |                 |                   |                   |                   |                   |  |
|  | Atlético Mineiro (p.)   | 2                 | 0                 | 2 (4)             |   |                   |                   |                   |                   |                   |  | Atlético Mineiro | 1                     | 0                     | 1                     |                       |  |                 |                   |                   |                   |                   |  |
|  |                         |                   |                   |                   |   |                   |                   |                   |                   |                   |  | Atlético Mineiro | 1                     | 0                     | 1                     |                       |  |                 |                   |                   |                   |                   |  |
|  |                         |                   | Rosario Central   | 1                 | 1 | 2                 |                   |                   |                   |                   |  |                  |                       |                       |                       |                       |  |                 |                   |                   |                   |                   |  |
|  | Audax Italiano          | 0                 | Rosario Central   | 1                 | 1 | 2                 | 1                 | 1                 |                   |                   |  |                  |                       |                       |                       |                       |  |                 |                   |                   |                   |                   |  |
|  | Audax Italiano          | 0                 |                   |                   |   |                   |                   |                   |                   |                   |  |                  |                       |                       |                       |                       |  |                 |                   |                   |                   |                   |  |
|  | Rosario Central         | 2                 | 0                 | 2                 |   |                   |                   |                   |                   |                   |  |                  |                       |                       |                       |                       |  |                 |                   |                   |                   |                   |  |
|  | Rosario Central         | 2                 | 0                 | 2                 |   | Rosario Central   | 3                 | 2                 | 5                 |                   |  |                  |                       |                       |                       |                       |  |                 |                   |                   |                   |                   |  |
|  |                         |                   |                   |                   |   | Rosario Central   | 3                 | 2                 | 5                 |                   |  |                  |                       |                       |                       |                       |  |                 |                   |                   |                   |                   |  |
|  |                         |                   | Huracán Buceo     | 2                 | 0 | 2                 |                   |                   |                   |                   |  |                  |                       |                       |                       |                       |  |                 |                   |                   |                   |                   |  |
|  | Huracán Buceo           | 0                 | Huracán Buceo     | 2                 | 0 | 2                 | 4                 | 4                 |                   |                   |  |                  |                       |                       |                       |                       |  |                 |                   |                   |                   |                   |  |
|  | Huracán Buceo           | 0                 |                   |                   |   |                   |                   |                   |                   |                   |  |                  |                       |                       |                       |                       |  |                 |                   |                   |                   |                   |  |
|  | River Plate             | 0                 | 1                 | 1                 |   |                   |                   |                   |                   |                   |  |                  |                       |                       |                       |                       |  |                 |                   |                   |                   |                   |  |
|  | River Plate             | 0                 | 1                 | 1                 |   |                   |                   |                   |                   |                   |  |                  |                       |                       |                       |                       |  | Rosario Central | 0                 | 0                 | 0                 |                   |  |
|  |                         |                   |                   |                   |   |                   |                   |                   |                   |                   |  |                  |                       |                       |                       |                       |  | Rosario Central | 0                 | 0                 | 0                 |                   |  |
|  |                         |                   | Santos            | 1                 | 0 | 1                 |                   |                   |                   |                   |  |                  |                       |                       |                       |                       |  |                 |                   |                   |                   |                   |  |
|  | Sampaio Corrêa          | 0                 | Santos            | 1                 | 0 | 1                 | 3                 | 3                 |                   |                   |  |                  |                       |                       |                       |                       |  |                 |                   |                   |                   |                   |  |
|  | Sampaio Corrêa          | 0                 |                   |                   |   |                   |                   |                   |                   |                   |  |                  |                       |                       |                       |                       |  |                 |                   |                   |                   |                   |  |
|  | América de Natal        | 0                 | 1                 | 1                 |   |                   |                   |                   |                   |                   |  |                  |                       |                       |                       |                       |  |                 |                   |                   |                   |                   |  |
|  | América de Natal        | 0                 | 1                 | 1                 |   | Sampaio Corrêa    | 1                 | 1                 | 2                 |                   |  |                  |                       |                       |                       |                       |  |                 |                   |                   |                   |                   |  |
|  |                         |                   |                   |                   |   | Sampaio Corrêa    | 1                 | 1                 | 2                 |                   |  |                  |                       |                       |                       |                       |  |                 |                   |                   |                   |                   |  |
|  |                         |                   | Deportes Quindío  | 0                 | 0 | 0                 |                   |                   |                   |                   |  |                  |                       |                       |                       |                       |  |                 |                   |                   |                   |                   |  |
|  | Deportes Quindío        | 2                 | Deportes Quindío  | 0                 | 0 | 0                 | 2                 | 4                 |                   |                   |  |                  |                       |                       |                       |                       |  |                 |                   |                   |                   |                   |  |
|  | Deportes Quindío        | 2                 |                   |                   |   |                   |                   |                   |                   |                   |  |                  |                       |                       |                       |                       |  |                 |                   |                   |                   |                   |  |
|  | Deportivo Italchacao    | 2                 | 1                 | 3                 |   |                   |                   |                   |                   |                   |  |                  |                       |                       |                       |                       |  |                 |                   |                   |                   |                   |  |
|  | Deportivo Italchacao    | 2                 | 1                 | 3                 |   |                   |                   |                   |                   |                   |  | Sampaio Corrêa   | 0                     | 1                     | 1                     |                       |  |                 |                   |                   |                   |                   |  |
|  |                         |                   |                   |                   |   |                   |                   |                   |                   |                   |  | Sampaio Corrêa   | 0                     | 1                     | 1                     |                       |  |                 |                   |                   |                   |                   |  |
|  |                         |                   | Santos            | 0                 | 5 | 5                 |                   |                   |                   |                   |  |                  |                       |                       |                       |                       |  |                 |                   |                   |                   |                   |  |
|  | Once Caldas             | 1                 | Santos            | 0                 | 5 | 5                 | 2                 | 3 (2)             |                   |                   |  |                  |                       |                       |                       |                       |  |                 |                   |                   |                   |                   |  |
|  | Once Caldas             | 1                 |                   |                   |   |                   |                   |                   |                   |                   |  |                  |                       |                       |                       |                       |  |                 |                   |                   |                   |                   |  |
|  | Santos (p.)             | 2                 | 1                 | 3 (3)             |   |                   |                   |                   |                   |                   |  |                  |                       |                       |                       |                       |  |                 |                   |                   |                   |                   |  |
|  | Santos (p.)             | 2                 | 1                 | 3 (3)             |   | Santos            | 2                 | 3                 | 5                 |                   |  |                  |                       |                       |                       |                       |  |                 |                   |                   |                   |                   |  |
|  |                         |                   |                   |                   |   | Santos            | 2                 | 3                 | 5                 |                   |  |                  |                       |                       |                       |                       |  |                 |                   |                   |                   |                   |  |
|  |                         |                   | Liga de Quito     | 2                 | 0 | 2                 |                   |                   |                   |                   |  |                  |                       |                       |                       |                       |  |                 |                   |                   |                   |                   |  |
|  | Liga de Quito           | 3                 | Liga de Quito     | 2                 | 0 | 2                 | 3                 | 6                 |                   |                   |  |                  |                       |                       |                       |                       |  |                 |                   |                   |                   |                   |  |
|  | Liga de Quito           | 3                 |                   |                   |   |                   |                   |                   |                   |                   |  |                  |                       |                       |                       |                       |  |                 |                   |                   |                   |                   |  |
|  | Melgar                  | 1                 | 1                 | 2                 |   |                   |                   |                   |                   |                   |  |                  |                       |                       |                       |                       |  |                 |                   |                   |                   |                   |  |
|  | Melgar                  | 1                 | 1                 | 2                 |   |                   |                   |                   |                   |                   |  |                  |                       |                       |                       |                       |  |                 |                   |                   |                   |                   |  |
|  |                         |                   |                   |                   |   |                   |                   |                   |                   |                   |  |                  |                       |                       |                       |                       |  |                 |                   |                   |                   |                   |  |

- Nota: En cada llave, el equipo que ocupa la primera línea es el que definió la serie como local.

### Octavos de final
| 15 de julio de 1998 | Jorge Wilstermann | 0:0 | Gimnasia y Esgrima La Plata | Estadio Félix Capriles, Cochabamba |  |
|                     |                   |     |                             | Árbitro(s): Jorge Torres           |  |

| 21 de julio de 1998 | Gimnasia y Esgrima La Plata        | 1:1 (0:0) (2:4 p.)         | Jorge Wilstermann                             | Estadio Juan Carmelo Zerillo, La Plata |                              |
|                     | Mansilla 89'                       |                            | Loayza 62'                                    | Árbitro(s): Cláudio Cerdeira           | Árbitro(s): Cláudio Cerdeira |
|                     |                                    | Tiros desde el punto penal |                                               |                                        |                              |
|                     | Córdoba · Deering · Barclay · Páez |                            | Kekes · Sozzani · Sánchez · Jhonny Villarroel |                                        |                              |

| 15 de julio de 1998 | Atlético Mineiro       | 2:2 (1:0) | Cerro Corá                      | Estadio Mineirão, Belo Horizonte |                            |
|                     | Lincoln 14' · Lima 71' |           | Fernández 54' · T. González 73' | Árbitro(s): Oscar Sequeira       | Árbitro(s): Oscar Sequeira |

| 21 de julio de 1998 | Cerro Corá | 0:0 (2:4 p.) | Atlético Mineiro | Estadio Manuel Ferreira, Asunción |  |
|                     |            |              |                  | Árbitro(s): Luis Mariano Peña     |  |

| 22 de julio de 1998 | Rosario Central    | 2:0 (0:0) | Audax Italiano | Estadio Gigante de Arroyito, Rosario |                             |
|                     | Carracedo 73', 88' |           |                | Árbitro(s): Luciano Almeida          | Árbitro(s): Luciano Almeida |

| 29 de julio de 1998 | Audax Italiano | 1:0 (1:0) | Rosario Central | Estadio Santa Laura, Santiago |                       |
|                     | Delgado 16'    |           |                 | Árbitro(s): Juan Luna         | Árbitro(s): Juan Luna |

| 18 de julio de 1998 | River Plate | 0:0 | Huracán Buceo | Estadio Charrúa, Montevideo |  |
|                     |             |     |               | Árbitro(s): Daniel Bello    |  |

| 26 de julio de 1998 | Huracán Buceo                                            | 4:1 (0:1) | River Plate | Estadio Parque Artigas, Paysandú |                           |
|                     | Cardozo 60' · L. Rodríguez 65' · Cataldo 68' · Carve 80' |           | Aguirre 40' | Árbitro(s): Olivier Viera        | Árbitro(s): Olivier Viera |

| 15 de julio de 1998 | América de Natal | 0:0 | Sampaio Corrêa | Estadio João Machado, Natal |  |
|                     |                  |     |                | Árbitro(s): Sidrack Marinho |  |

| 21 de julio de 1998 | Sampaio Corrêa                      | 3:1 | América de Natal   | Estadio Governador João Castelo, São Luís |                             |
|                     | Paulo Roberto · Cal · Júnior Amorim |     | Paulinho Kobayashi | Árbitro(s): Wilson de Souza               | Árbitro(s): Wilson de Souza |

| 15 de julio de 1998 | Deportivo Italchacao      | 2:2 (1:0) | Deportes Quindío          | Estadio Brígido Iriarte, Caracas |                         |
|                     | Cáceres 63' · Camacho 88' |           | Marquinho 30' · Rodas 71' | Árbitro(s): José Carpio          | Árbitro(s): José Carpio |

| 21 de julio de 1998 | Deportes Quindío                | 2:1 (1:0) | Deportivo Italchacao | Estadio Centenario, Armenia |                            |
|                     | Rodas 8' (pen.) · Marquinho 57' |           | Concepción 83'       | Árbitro(s): Luis Seminario  | Árbitro(s): Luis Seminario |

| 15 de julio de 1998 | Santos                 | 2:1 (1:0) | Once Caldas            | Estadio Urbano Caldeira, Santos                                 |                                                                 |
|                     | Narciso 5' · Viola 66' |           | Valentierra 58' (pen.) | Asistencia: 2 391 espectadores Árbitro(s): Ricardo Grance Pérez | Asistencia: 2 391 espectadores Árbitro(s): Ricardo Grance Pérez |

| 21 de julio de 1998 | Once Caldas                                                | 2:1 (1:1) (2:3 p.)         | Santos                                                      | Estadio Palogrande, Manizales                               |                                                             |
|                     | Valentierra 21' (pen.) · Padilla 72'                       |                            | Jorginho 9'                                                 | Asistencia: 20 311 espectadores Árbitro(s): Paolo Borgosano | Asistencia: 20 311 espectadores Árbitro(s): Paolo Borgosano |
|                     |                                                            | Tiros desde el punto penal |                                                             |                                                             |                                                             |
|                     | Valentierra · Quicena · Villegas · Padilla · Henao · Otero |                            | Narciso · Argel Fucks · Fernandes · Élder · Athirson · Lima |                                                             |                                                             |

| 15 de julio de 1998 | Melgar       | 1:3 (1:2) | Liga de Quito                                  | Estadio Monumental de la UNSA, Arequipa |                                 |
|                     | Sanjinez 17' |           | Carcelén 4' · Morales 21' · Camargo 90' (pen.) | Árbitro(s): Juan Carlos Lugones         | Árbitro(s): Juan Carlos Lugones |

| 21 de julio de 1998 | Liga de Quito                           | 3:1 (0:1) | Melgar     | Estadio Casa Blanca, Quito   |                              |
|                     | Guevara 51' · Morales 57' · Camargo 74' |           | Uehara 31' | Árbitro(s): Rafael Torrealba | Árbitro(s): Rafael Torrealba |

### Cuartos de final
| 5 de agosto de 1998 | Atlético Mineiro                          | 3:1 (0:1) | Jorge Wilstermann | Estadio Mineirão, Belo Horizonte |                           |
|                     | Edgar 50', 62' · Valdir Bigode 86' (pen.) |           | Kekes 41'         | Árbitro(s): Olivier Viera        | Árbitro(s): Olivier Viera |

| 11 de agosto de 1998 | Jorge Wilstermann | 0:1 (0:0) | Atlético Mineiro  | Estadio Félix Capriles, Cochabamba |                           |
|                      |                   |           | Valdir Bigode 60' | Árbitro(s): César Córdova          | Árbitro(s): César Córdova |

| 5 de agosto de 1998 | Huracán Buceo                 | 2:3 (1:2) | Rosario Central                           | Estadio Parque Artigas, Paysandú |                          |
|                     | Santarcieri 27' · Curbelo 64' |           | H. González 28' · Rivarola 36' · Jara 81' | Árbitro(s): Rubén Selmán         | Árbitro(s): Rubén Selmán |

| 11 de agosto de 1998 | Rosario Central           | 2:0 (1:0) | Huracán Buceo | Estadio Gigante de Arroyito, Rosario |                           |
|                      | Rivarola 40' · Gaitán 58' |           |               | Árbitro(s): Carlos Torres            | Árbitro(s): Carlos Torres |

| 5 de agosto de 1998 | Deportes Quindío | 0:1 (0:1) | Sampaio Corrêa | Estadio Centenario, Armenia |                           |
|                     |                  |           | Adãozinho 19'  | Árbitro(s): Ángel Guevara   | Árbitro(s): Ángel Guevara |

| 11 de agosto de 1998 | Sampaio Corrêa    | 1:0 (0:0) | Deportes Quindío | Estadio Governador João Castelo, São Luís |                               |
|                      | Paulo Roberto 89' |           |                  | Árbitro(s): José Luis Da Rosa             | Árbitro(s): José Luis Da Rosa |

| 5 de agosto de 1998 | Liga de Quito    | 2:2 (2:1) | Santos                   | Estadio Casa Blanca, Quito                               |                                                          |
|                     | Morales 19', 24' |           | Jorginho 37' · Lúcio 73' | Asistencia: 20 000 espectadores Árbitro(s): Felipe Russi | Asistencia: 20 000 espectadores Árbitro(s): Felipe Russi |

| 11 de agosto de 1998 | Santos                           | 3:0 (0:0) | Liga de Quito | Estadio Urbano Caldeira, Santos                        |                                                        |
|                      | Claudiomiro 54' · Viola 69', 82' |           |               | Asistencia: 4 731 espectadores Árbitro(s): René Ortubé | Asistencia: 4 731 espectadores Árbitro(s): René Ortubé |

### Semifinales
| 9 de septiembre de 1998 | Rosario Central | 1:1 (1:0) | Atlético Mineiro | Estadio Gigante de Arroyito, Rosario |                             |
|                         | Scotto 18'      |           | Bruno Heleno 71' | Árbitro(s): Bonifacio Núñez          | Árbitro(s): Bonifacio Núñez |

| 23 de septiembre de 1998 | Atlético Mineiro | 0:1 (0:1) | Rosario Central | Estadio Mineirão, Belo Horizonte |                                  |
|                          |                  |           | Carracedo 45'   | Árbitro(s): Mario Sánchez Yantén | Árbitro(s): Mario Sánchez Yantén |

| 9 de septiembre de 1998 | Santos | 0:0 | Sampaio Corrêa | Estadio Urbano Caldeira, Santos                            |  |
|                         |        |     |                | Asistencia: 2 171 espectadores Árbitro(s): Luciano Almeida |  |

| 24 de septiembre de 1998 | Sampaio Corrêa | 1:5 (1:2) | Santos                                                                    | Estadio Governador João Castelo, São Luís                  |                                                            |
|                          | Ivan 14'       |           | Lúcio 42' · Argel Fucks 45' · Eduardo Marques 47' · Adiel 64' · Viola 69' | Asistencia: 95 720 espectadores Árbitro(s): Dacildo Mourão | Asistencia: 95 720 espectadores Árbitro(s): Dacildo Mourão |

### Final

#### Ida
| 7 de octubre de 1998 | Santos          | 1:0 (1:0) | Rosario Central | Estadio Urbano Caldeira, Santos                               |                                                               |
|                      | Claudiomiro 28' |           |                 | Asistencia: 14 715 espectadores Árbitro(s): José Luis Da Rosa | Asistencia: 14 715 espectadores Árbitro(s): José Luis Da Rosa |

| 1          | POR        | Zetti                 |     |
| 4          | DEF        | Ânderson Lima         |     |
| 13         | DEF        | Jean                  |     |
| 5          | DEF        | Claudiomiro           | 79' |
| 3          | DEF        | Athirson              |     |
| 17         | MED        | Marcos Basílio        |     |
| 8          | DEL        | Narciso               |     |
| 23         | MED        | Eduardo Marques       | 79' |
| 6          | MED        | Lúcio                 |     |
| 19         | DEL        | Alessandro Cambalhota | 70' |
| 7          | DEL        | Viola                 |     |
| Entrenador | Entrenador | Emerson Leão          |     |

| 1          | POR        | José María Buljubasich |     |
| 4          | DEF        | Darío Marra            |     |
| 13         | DEF        | Germán Gerbaudo        |     |
| 6          | DEF        | Maximiliano Cuberas    |     |
| 3          | DEF        | Juan Ramón Jara        |     |
| 5          | MED        | Hugo González          |     |
| 14         | MED        | Cristian Daniele       |     |
| 8          | MED        | Javier Cappelletti     | 80' |
| 19         | MED        | Walter Gaitán          | 46' |
| 7          | DEL        | Marcelo Carracedo      |     |
| 9          | DEL        | Darío Scotto           |     |
| Entrenador | Entrenador | Edgardo Bauza          |     |

| 11 | MED | Adiel        | 70' |
| 20 | MED | Fernandes    | 79' |
| 24 | DEF | Gustavo Nery | 79' |

| 11 | DEL | Eduardo Bustos Montoya | 46' |
| 21 | MED | Rubén Villarreal       | 80' |

| Anotado | 28' | Claudiomiro | 1:0 |

|  |  |  |  |

| Amonestado |  | Ânderson Lima |

| Amonestado |  | Darío Marra            |
| Amonestado |  | Germán Gerbaudo        |
| Amonestado |  | Maximiliano Cuberas    |
| Amonestado |  | Marcelo Carracedo      |
| Amonestado |  | Javier Cappelletti     |
| Amonestado |  | Cristian Daniele       |
| Amonestado |  | Eduardo Bustos Montoya |

| Expulsado | 10' | Viola |
| Expulsado |     | Jean  |

| Expulsado                                | 10' | Darío Scotto           |
| Otorgado · Otorgado otra vez · Expulsado |     | Marcelo Carracedo      |
| Otorgado · Otorgado otra vez · Expulsado |     | Eduardo Bustos Montoya |

| Árbitro | José Luis Da Rosa |

| 1          | POR        | Zetti                 |     |
| 4          | DEF        | Ânderson Lima         |     |
| 13         | DEF        | Jean                  |     |
| 5          | DEF        | Claudiomiro           | 79' |
| 3          | DEF        | Athirson              |     |
| 17         | MED        | Marcos Basílio        |     |
| 8          | DEL        | Narciso               |     |
| 23         | MED        | Eduardo Marques       | 79' |
| 6          | MED        | Lúcio                 |     |
| 19         | DEL        | Alessandro Cambalhota | 70' |
| 7          | DEL        | Viola                 |     |
| Entrenador | Entrenador | Emerson Leão          |     |

| 1          | POR        | José María Buljubasich |     |
| 4          | DEF        | Darío Marra            |     |
| 13         | DEF        | Germán Gerbaudo        |     |
| 6          | DEF        | Maximiliano Cuberas    |     |
| 3          | DEF        | Juan Ramón Jara        |     |
| 5          | MED        | Hugo González          |     |
| 14         | MED        | Cristian Daniele       |     |
| 8          | MED        | Javier Cappelletti     | 80' |
| 19         | MED        | Walter Gaitán          | 46' |
| 7          | DEL        | Marcelo Carracedo      |     |
| 9          | DEL        | Darío Scotto           |     |
| Entrenador | Entrenador | Edgardo Bauza          |     |

| 11 | MED | Adiel        | 70' |
| 20 | MED | Fernandes    | 79' |
| 24 | DEF | Gustavo Nery | 79' |

| 11 | DEL | Eduardo Bustos Montoya | 46' |
| 21 | MED | Rubén Villarreal       | 80' |

| Anotado | 28' | Claudiomiro | 1:0 |

|  |  |  |  |

| Amonestado |  | Ânderson Lima |

| Amonestado |  | Darío Marra            |
| Amonestado |  | Germán Gerbaudo        |
| Amonestado |  | Maximiliano Cuberas    |
| Amonestado |  | Marcelo Carracedo      |
| Amonestado |  | Javier Cappelletti     |
| Amonestado |  | Cristian Daniele       |
| Amonestado |  | Eduardo Bustos Montoya |

| Expulsado | 10' | Viola |
| Expulsado |     | Jean  |

| Expulsado                                | 10' | Darío Scotto           |
| Otorgado · Otorgado otra vez · Expulsado |     | Marcelo Carracedo      |
| Otorgado · Otorgado otra vez · Expulsado |     | Eduardo Bustos Montoya |

| Árbitro | José Luis Da Rosa |

#### Vuelta
| 21 de octubre de 1998 | Rosario Central | 0:0 | Santos | Estadio Gigante de Arroyito, Rosario                      |  |
|                       |                 |     |        | Asistencia: 46 000 espectadores Árbitro(s): Ubaldo Aquino |  |

| 1          | POR        | José María Buljubasich   |     |
| 4          | DEF        | Darío Marra              | 74' |
| 13         | DEF        | Germán Gerbaudo          |     |
| 6          | DEF        | Maximiliano Cuberas      |     |
| 3          | DEF        | Juan Ramón Jara          |     |
| 5          | MED        | Hugo González            | 57' |
| 14         | MED        | Cristian Daniele         |     |
| 11         | MED        | Germán Rivarola          |     |
| 19         | DEL        | Walter Gaitán            |     |
| 17         | DEL        | Sebastián Flores Coronel |     |
| 16         | DEL        | Rafael Maceratesi        | 63' |
| Entrenador | Entrenador | Edgardo Bauza            |     |

| 1          | POR        | Zetti                 |     |
| 4          | DEF        | Ânderson Lima         |     |
| 6          | DEF        | Sandro Barbosa        |     |
| 5          | DEF        | Claudiomiro           |     |
| 3          | DEF        | Athirson              |     |
| 17         | MED        | Marcos Basílio        |     |
| 8          | MED        | Narciso               |     |
| 23         | MED        | Eduardo Marques       |     |
| 16         | MED        | Élder                 |     |
| 18         | DEL        | Fernandes             | 76' |
| 19         | DEL        | Alessandro Cambalhota | 85' |
| Entrenador | Entrenador | Emerson Leão          |     |

| 23 | MED | Ezequiel González  | 57' |
| 20 | DEL | Emanuel Ruiz       | 63' |
| 8  | MED | Javier Cappelletti | 74' |

| 14 | DEF | Baiano | 76' |
| 11 | MED | Adiel  | 85' |

| Amonestado | 20' | Sebastián Flores Coronel |
| Amonestado | 22' | Darío Marra              |
| Amonestado | 83' | Maximiliano Cuberas      |
| Amonestado |     | Javier Cappelletti       |

| Amonestado | 22' | Claudiomiro     |
| Amonestado | 34' | Narciso         |
| Amonestado | 39' | Marcos Basílio  |
| Amonestado | 45' | Eduardo Marques |
| Amonestado | 58' | Sandro Barbosa  |
| Amonestado | 76' | Athirson        |

| Expulsado | 72' | Cristian Daniele |

| Otorgado · Otorgado otra vez · Expulsado | 64' | Eduardo Marques |

| Árbitro | Ubaldo Aquino |

| 1          | POR        | José María Buljubasich   |     |
| 4          | DEF        | Darío Marra              | 74' |
| 13         | DEF        | Germán Gerbaudo          |     |
| 6          | DEF        | Maximiliano Cuberas      |     |
| 3          | DEF        | Juan Ramón Jara          |     |
| 5          | MED        | Hugo González            | 57' |
| 14         | MED        | Cristian Daniele         |     |
| 11         | MED        | Germán Rivarola          |     |
| 19         | DEL        | Walter Gaitán            |     |
| 17         | DEL        | Sebastián Flores Coronel |     |
| 16         | DEL        | Rafael Maceratesi        | 63' |
| Entrenador | Entrenador | Edgardo Bauza            |     |

| 1          | POR        | Zetti                 |     |
| 4          | DEF        | Ânderson Lima         |     |
| 6          | DEF        | Sandro Barbosa        |     |
| 5          | DEF        | Claudiomiro           |     |
| 3          | DEF        | Athirson              |     |
| 17         | MED        | Marcos Basílio        |     |
| 8          | MED        | Narciso               |     |
| 23         | MED        | Eduardo Marques       |     |
| 16         | MED        | Élder                 |     |
| 18         | DEL        | Fernandes             | 76' |
| 19         | DEL        | Alessandro Cambalhota | 85' |
| Entrenador | Entrenador | Emerson Leão          |     |

| 23 | MED | Ezequiel González  | 57' |
| 20 | DEL | Emanuel Ruiz       | 63' |
| 8  | MED | Javier Cappelletti | 74' |

| 14 | DEF | Baiano | 76' |
| 11 | MED | Adiel  | 85' |

| Amonestado | 20' | Sebastián Flores Coronel |
| Amonestado | 22' | Darío Marra              |
| Amonestado | 83' | Maximiliano Cuberas      |
| Amonestado |     | Javier Cappelletti       |

| Amonestado | 22' | Claudiomiro     |
| Amonestado | 34' | Narciso         |
| Amonestado | 39' | Marcos Basílio  |
| Amonestado | 45' | Eduardo Marques |
| Amonestado | 58' | Sandro Barbosa  |
| Amonestado | 76' | Athirson        |

| Expulsado | 72' | Cristian Daniele |

| Otorgado · Otorgado otra vez · Expulsado | 64' | Eduardo Marques |

| Árbitro | Ubaldo Aquino |

|                            |
| Bandera de Brasil          |
| Campeón Santos 1.er título |

## Estadísticas

### Goleadores
| Jugador           | Club            | Goles |
| ----------------- | --------------- | ----- |
| Viola             | Santos          | 4     |
| Carlos Morales    | Liga de Quito   | 4     |
| Marcelo Carracedo | Rosario Central | 3     |